# Catacumba

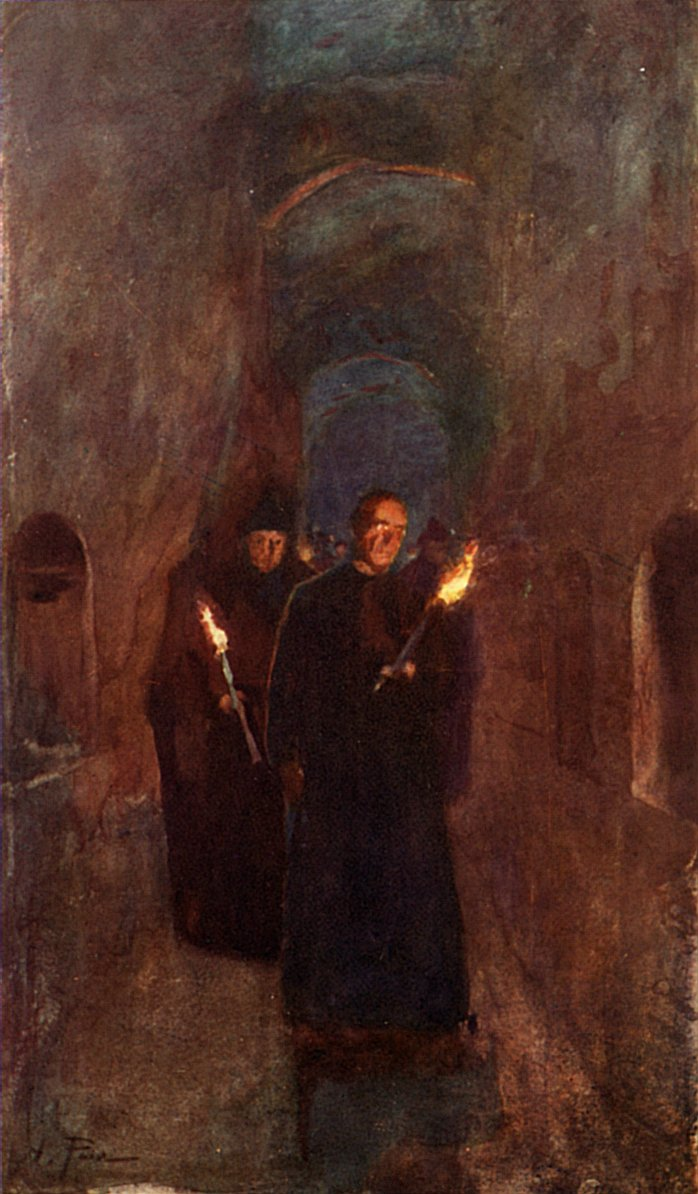
Uma procissão nas catacumbas de San Callistus, em Roma.

Catacumbas são câmaras usadas como local de sepultamento.

## Etimologia e história
O primeiro local a ser chamado de catacumba foi o sistema de tumbas subterrâneas entre o segundo e o terceiro marco da via Ápia em Roma, onde se dizia que os corpos dos apóstolos Pedro e Paulo, dentre outros, teriam sido enterrados. O nome, em latim tardio, tem origem obscura, sendo possivelmente derivado de um nome próprio, ou possivelmente uma corruptela da expressão grega cata tumbas (entre as tumbas). 
O termo catacumba se referia originalmente apenas às catacumbas romanas, mas foi ampliada em 1836 para se referir a qualquer receptáculo subterrâneo dos mortos, como nas catacumbas de Paris do século XVIII. Todas as catacumbas romanas estavam localizadas fora dos muros da cidade, uma vez que era ilegal enterrar um cadáver dentro da cidade.

## Ao redor do mundo

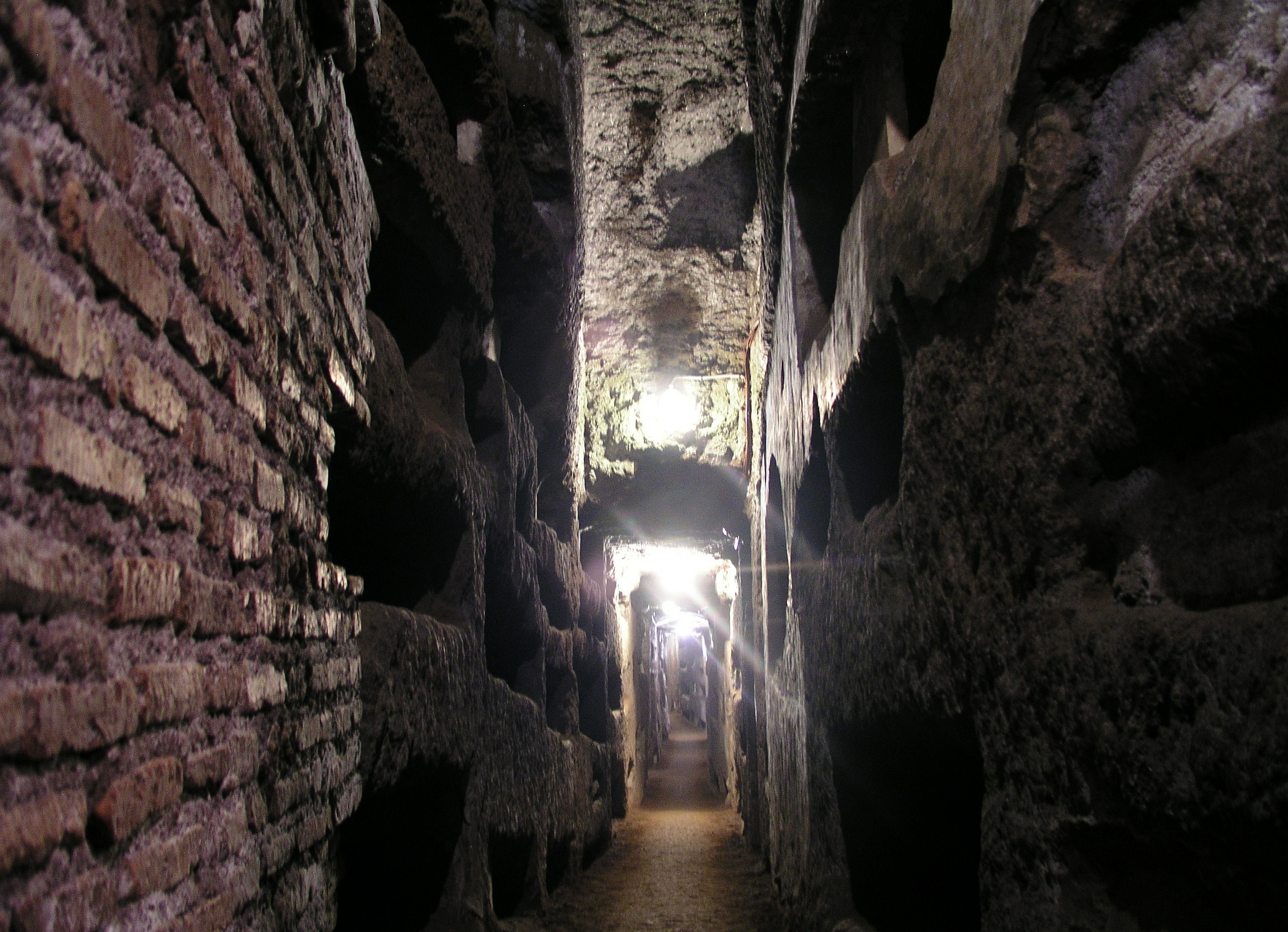
Catacumbas de Domitila, em Roma.

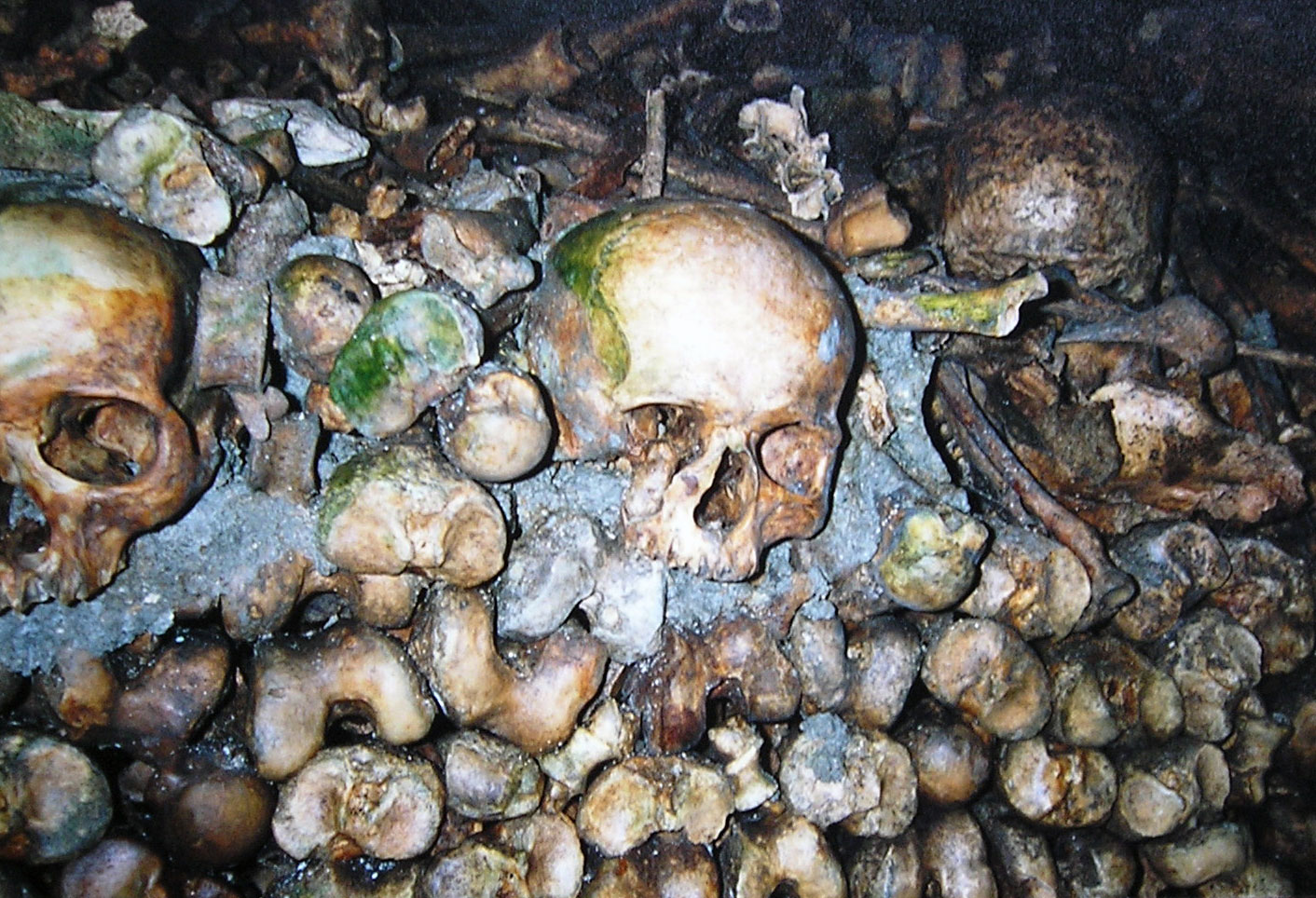
Catacumbas de Paris.

- Austrália – Catacumbas do Trinity College, Melbourne
- Áustria – Catacumbas da Catedral de Santo Estêvão, Viena
- República Checa – Catacumbas de Znojmo, Catacumbas de São Tiago (Brno)
- Bósnia e Herzegovina – Catacumbas do Jajce
- Egito – Catacumbas de Kom el Shoqafa (ou Kom al Sukkfa , Shuqafa , etc.) em Alexandria
- Inglaterra – Catacumbas de Londres e outros
- Finlândia – catacumbas do cemitério ortodoxo de Helsínquia, no cemitério de Hietaniemi
- França – Catacumbas de Paris
- Grécia – Catacumbas de Milos
- Itália – Catacumbas de Roma ; Catacumbas de Nápoles ; Catacumbas dos Capuchinhos de Palermo e outras
- Malta – Catacumbas de Rabat[3]
- Peru – Catacumbas do Convento de San Francisco , Lima
- Filipinas - Cemitério Subterrâneo Catacomb of Nagcarlan
- Sérvia - Catacumbas da Fortaleza de Petrovaradin
- Espanha – Catacumbas do Sacromonte em Granada
- Ucrânia – Catacumbas de Odessa
- Estados Unidos - Catedral de São Patrício Velho[4]

## Decorações
Catacumbas, embora sejam mais notórias por serem passagens subterrâneas e cemitérios, também abrigam muitas decorações  Há milhares de decorações nas catacumbas seculares de Roma, Paris e outras conhecidas e desconhecidas, algumas das quais incluem inscrições, pinturas, estátuas, ornamentos e outros itens colocados nas sepulturas ao longo dos anos.
A maioria dessas decorações foram usada para identificar, imortalizar e mostrar respeito pelos mortos. Decorações nas catacumbas de Roma foram decoradas principalmente com imagens e palavras exaltando Cristo ou retratando cenas do Antigo e do Novo Testamento da Bíblia. Grande parte do trabalho de escultura e arte, além de gravuras nas paredes ou túmulos, foi preservada em lugares como o Museu de São João de Latrão, o Museu Cristão da Universidade de Berlim e o Vaticano. Três representações de Cristo como Orpheus encantando animais com música pacífica foram encontradas nas catacumbas de Domatilla e St. Callista. Outra figura foi feita de vidro dourado e remonta ao século IV, mostrando Jesus com o mundo equilibrado na mão e um pergaminho a seus pés.

### Inscrições
Embora milhares de inscrições tenham sido perdidas com o passar do tempo, muitas das que restam indicam a posição social ou o cargo de seus habitantes; no entanto, a maioria das inscrições simplesmente indica como amar um casal era ou o amor dos pais e tal. Um comum e particularmente interessante encontrado em catacumbas romanas é o Ichthys, ou "Monograma de Cristo", que lê, representando "Jesus Cristo, Filho de Deus, Salvador".

## Bactérias
Nos últimos anos, foram descobertas cepas únicas de bactérias que se desenvolvem em catacumbas, induzindo a eflorescência e a decadência mineral. Estes incluem sancticallisti Kribbella, Kribbella catacumbae, e três tipos de Rubrobacter.